# Lean manufacturing
Lean manufacturing, lean production (pol. szczupła produkcja) – koncepcja zarządzania procesem produkcji, która rozwinęła się w oparciu o zasady i narzędzia Systemu Produkcyjnego Toyoty (TPS).
W ostatnich latach, w związku z popularyzacją zasad TPS poza przemysłem, częściej stosowana jest szersza i bardziej uniwersalna nazwa tej koncepcji – lean management – oraz jej forma skrócona – lean.

## Historia
Autorem pojęcia lean production był John Krafcik. Użył on tego określenia w 1988 w artykule w „Sloan Management Review”, porównując TPS z tradycyjnym systemem produkcji masowej.
Koncepcja zyskała popularność po ukazaniu się w 1990 książki Jamesa Womacka, Daniela Jonesa i Daniela Roosa The Machine That Changed the World (Maszyna, która zmieniła świat).